# Pohlia elatior
Pohlia elatior är en bladmossart som beskrevs av George Osborne King Sainsbury 1952. Pohlia elatior ingår i släktet nickmossor, och familjen Bryaceae. Inga underarter finns listade i Catalogue of Life.